# Aldealengua de Santa María
Aldealengua de Santa María – gmina w Hiszpanii, w prowincji Segowia, w Kastylii i León, o powierzchni 19,73 km². W 2011 roku gmina liczyła 76 mieszkańców.